# 特雷克利亞諾島
62°22′04″S 59°24′35″W / 62.36778°S 59.40972°W
特雷克利亞諾島是南極洲的島嶼，屬於南設得蘭群島的一部分，長0.33公里、寬0.25公里，處於基臣角西北面3.8公里、斯米爾寧斯基角以西1.4公里和紐韋爾角東南面6.6公里。

## 外部連結
- Treklyano Island. （页面存档备份，存于）